# Épreuve no 2 des Q School 2018
L'épreuve no 2 des Q School 2018 est un tournoi qualificatif à la saison 2018-2019 de snooker. L'évènement s'est déroulé du 20 au 25 mai 2018 à Burton upon Trent, en Angleterre sur le site du Meadowside Leisure Centre. L'épreuve est organisé par la WPBSA.
Elle permettra à 4 participants sur les 202 inscrits au départ de  devenir professionnels pour 2 ans et donc de pouvoir concourir dans les principaux tournois de snooker internationaux,.

## Format
Les joueurs inscris au tournoi sont chacun assignés à une des 4 sections. Le vainqueur de chaque sections devient professionnel pour 2 ans. Les rencontres se sont jouées au meilleur des sept manches.

## Tableau

### Tour qualificatif
- Jordan Brown 4-1  Jamie Cope
- Craig Steadman 4-0  Adam Duffy
- Mitchell Mann 2-4  Lu Ning
- Zhao Xintong 4-1  Dechawat Poomjaeng

## Centuries
- 136  David Lilley
- 132, 101  Michael Judge
- 132  Lucky Vatnani
- 131  Ashley Carty
- 129, 111  Lu Ning
- 124, 105  Kishan Hirani
- 123  Andy Hicks
- 117  Jackson Page
- 115  Dechawat Poomjaeng
- 114  Shane Castle
- 111  Jake Nicholson
- 110  Hans Blanckaert
- 110  Adam Duffy
- 109  Craig Steadman
- 108, 104  Thor Chuan Leong
- 107  Wang Zepeng
- 106  Jamie Cope
- 104  David Grace
- 103  Farakh Ajaib
- 103  Louis Heathcote
- 102  Kuldesh Johal
- 101  Andy Lee
- 100  Fang Xiongman
- 100  Sydney Wilson
- 100  Brian Ochoiski